# Tác động kinh tế của việc Nga xâm lược Ukraina
Tác động kinh tế của việc Nga xâm lược Ukraina bắt đầu vào cuối tháng 2 năm 2022, trong những ngày sau khi Nga công nhận hai nước cộng hòa Ukraina ly khai và tiến hành cuộc xâm lược Ukraina. Các biện pháp trừng phạt kinh tế theo sau đã nhằm vào các bộ phận lớn của nền kinh tế Nga, các nhà tài phiệt Nga và các thành viên của chính phủ Nga. Nga đã đáp trả bằng các biện pháp trừng phạt của riêng mình. Cả xung đột và các lệnh trừng phạt đều có tác động tiêu cực mạnh đến sự phục hồi kinh tế thế giới trong thời kỳ suy thoái COVID-19. Do hậu quả của cuộc chiến tranh, người ta ước tính Nga sẽ bị thụt lùi về kinh tế trong 30 năm. Một làn sóng phản đối và đình công đã xảy ra trên khắp châu Âu chống lại sự gia tăng của các hóa đơn và chi phí sinh hoạt.

## Bối cảnh
Kể từ năm 2014, Nga đã phải đối mặt với các lệnh trừng phạt sau vụ sáp nhập Krym làm tổn hại đến tăng trưởng kinh tế của nước này. Từ năm 2020 đến năm 2021, suy thoái do dịch COVID-19 và cuộc chiến giá dầu giữa Nga và Ả Rập Xê Út năm 2020 cũng ảnh hưởng đến nền kinh tế Nga. Các biện pháp trừng phạt bổ sung xảy ra trong năm 2021 dẫn đến cuộc xâm lược của Nga. Thị trường chứng khoán Nga đã giảm xút 20% trong quá trình tập trung quân đội.